# Liste der guatemaltekischen Orden und Ehrenzeichen

Wappen Guatemalas 1825

Diese Liste gibt einen Überblick über die Orden und Ehrenzeichen Guatemalas.
- Orden vom Quetzal (1935)
- Reformator-Medaille (1935)
- Orden des Bruders Pedro de San Josè Bethancourt (1958)
- Orden der fünf Vulkane (1961)
- Rodolfo-Robles-Orden (1961)
- Orden des Francisco Marroquin (1964)
- Orden del Pop (1998)